# Soricomys kalinga
Soricomys kalinga  (Balete & Al., 2006) è un roditore della famiglia dei Muridi endemico dell'isola di Luzon, nelle Filippine.

## Descrizione

### Dimensioni
Roditore di piccole dimensioni, con la lunghezza della testa e del corpo tra 93 e 108 mm, la lunghezza della coda tra 85 e 101 mm, la lunghezza del piede tra 22 e 26 mm, la lunghezza delle orecchie tra 13 e 15 mm e un peso fino a 29 g.

### Aspetto
La pelliccia è densa e relativamente corta. Il colore del corpo è uniformemente bruno-rossiccio, più chiaro nelle parti ventrali. Le orecchie sono piccole, rotonde e nere. Le labbra e il muso sono privi di peli e color grigio scuro. Le vibrisse sono corte e grigio chiare. Il dorso delle zampe anteriori è grigio scuro o nerastro ed è privo di peli, mentre il dorso dei piedi è brunastro e cosparso di piccoli peli. La coda è più corta della testa e del corpo ed è uniformemente nera.

## Biologia

### Comportamento
È una specie terricola e diurna.

### Alimentazione
Si nutre principalmente di vermi e di altri invertebrati.

## Distribuzione e habitat
Questa specie è diffusa nella cordigliera centrale nella parte centro-settentrionale dell'isola di Luzon, nelle Filippine.
Vive nelle foreste montane primarie e nelle foreste muschiose e secondarie tra 1.500 e 2.700 metri di altitudine.

## Conservazione
La IUCN Red List, considerato che questa specie è comune e relativamente abbondante, classifica S.kalinga come specie a rischio minimo (Least Concern).